# 肉Q一家
『肉Q一家』（にくきゅういっか）は、たじまタジ子による日本の漫画作品。

## 作品
『ねこぱんち』（少年画報社）2008年の春満開号で第一回猫漫グランプリを受賞。

## 登場キャラクター

### 猫崎家
チロ
目の色がライムグリーンの子猫。上頭部にブチ、しっぽの部分にトラ柄。食いしん坊でプライドがある。
たま
チロの母親。猫崎家で一番強い（所謂かかあ天下）が、ゴキブリが苦手。
にけ
チロとゴンの父親。妻のたまに尻に敷かれており、気が小さい。釣りは好きだが、うまくはない。
ゴン
チロの兄。チロが生まれる前に家出したが、戻って来ており、大食い。太っている。

### その他
チロ（同名）
ゴンの彼女。広島出身。